# Newport (Shropshire)
Newport es una localidad situada en la autoridad unitaria de Telford and Wrekin, en el condado de Shropshire, en Inglaterra (Reino Unido), con una población estimada a mediados de 2016 de 12 869 habitantes.
Se encuentra ubicada en el centro de la región Midlands del Oeste, a poca distancia al este de la frontera con Gales y al oeste de Birmingham.